# Smile Like You Mean It
Smile Like You Mean It è una canzone composta dai The Killers. È presente nell'album di debutto del gruppo Hot Fuss ed è stata scritta dal cantante Brandon Flowers e dal bassista Mark Stoermer.